# Torres Blancas
Les Torres Blancas (« Tours blanches ») est un gratte-ciel situé à Madrid, en Espagne.
L'immeuble a été construit entre 1964 et 1969 sur la base d'un travail de l'architecte espagnol Francisco Javier Sáenz de Oiza. L'immeuble est un exemple d'architecture organique et brutaliste, avec la particularité qu'il s'agit d'un bloc de logements de luxe plutôt que de logements abordables,.

## Histoire
Le projet, signé par Francisco Javier Sáenz de Oiza comme architecte et la participation d'ingénieurs tels que Leonardo Fernández Troyano et Carlos Fernández Casado, date de 1961, et les travaux ont duré de 1964 à 1968. Avec ce bâtiment, son premier projet de renommée internationale, Sáenz de Oiza, qui y a vécu le reste de sa vie, a remporté le prix d'excellence européen en 1974.
Torres Blancas était une expérience encouragée par un client, Juan Huarte (propriétaire de l'entreprise de construction du même nom, Huarte), connu dans les années 1960 pour son soutien à l'avant-garde espagnole, construisant certains des meilleurs bâtiments d'Espagne dans les années 1960 et 1970. Il correspond à l'étape dite organique de l'architecture madrilène avec une tendance néo-expressionniste marquée et des suggestions surréalistes, ce qui ajoute à son caractère expérimental.
Torres Blancas a porté l'image d'Oíza sur la scène internationale grâce à sa diffusion dans les périodiques spécialisés de l'époque entre 1960 et 1980, faisant de lui l'un des architectes espagnols les plus présents à l'étranger.

## Description
Le bâtiment, d'une hauteur de 81 mètres, est une structure cylindrique entourée de tous côtés de balcons à treillis en bois. Il compte 23 étages à usage résidentiel et de bureaux, plus un étage supplémentaire au sommet du bâtiment, deux sous-sols et l'étage d'entrée. Un étage de service réservé aux installations générales se trouve entre les 21e et 22e étages, et sur le toit se trouve une piscine aux formes sinueuses.
Malgré son nom, il s'agit d'une seule tour, qui n'est pas non plus blanche, mais grise, faite de béton apparent. Il est souvent avancé que le projet initial consistait en deux tours et que le bâtiment doit son nom à l'utilisation de béton blanc sur la façade, qui a ensuite été rejetée pour des raisons budgétaires. Cette anecdote est fausse et le projet a toujours été une tour unique, en béton armé conventionnel. Le terme « tours »au pluriel est dû aux multiples cylindres qui composent la tour unique, et le terme « blanc »est dû à une petite astuce de l'architecte dans les présentations préalables pour tenter d'obtenir une autorisation malgré le caractère risqué du projet. La structure du bâtiment est en béton armé, sans piliers. Les murs extérieurs et la structure verticale intérieure sont les éléments qui garantissent les fonctions de soutien.
L'objectif d'Oiza était de construire une tour d'habitation singulière qui se développerait de manière organique, comme un arbre, traversée verticalement par des escaliers, des ascenseurs et des installations, comme s'il s'agissait des vaisseaux ligneux de l'arbre, et dont les terrasses courbes seraient regroupées comme les feuilles des branches.
Oiza a emprunté à Le Corbusier l'idée rationaliste de construire des maisons avec des jardins en hauteur et à Frank Lloyd Wright les propositions organicistes de sa tour Price, créant une synthèse personnelle des deux tendances, qui est généralement reconnue comme l'un des chefs-d'œuvre de l'organicisme.

## Galerie

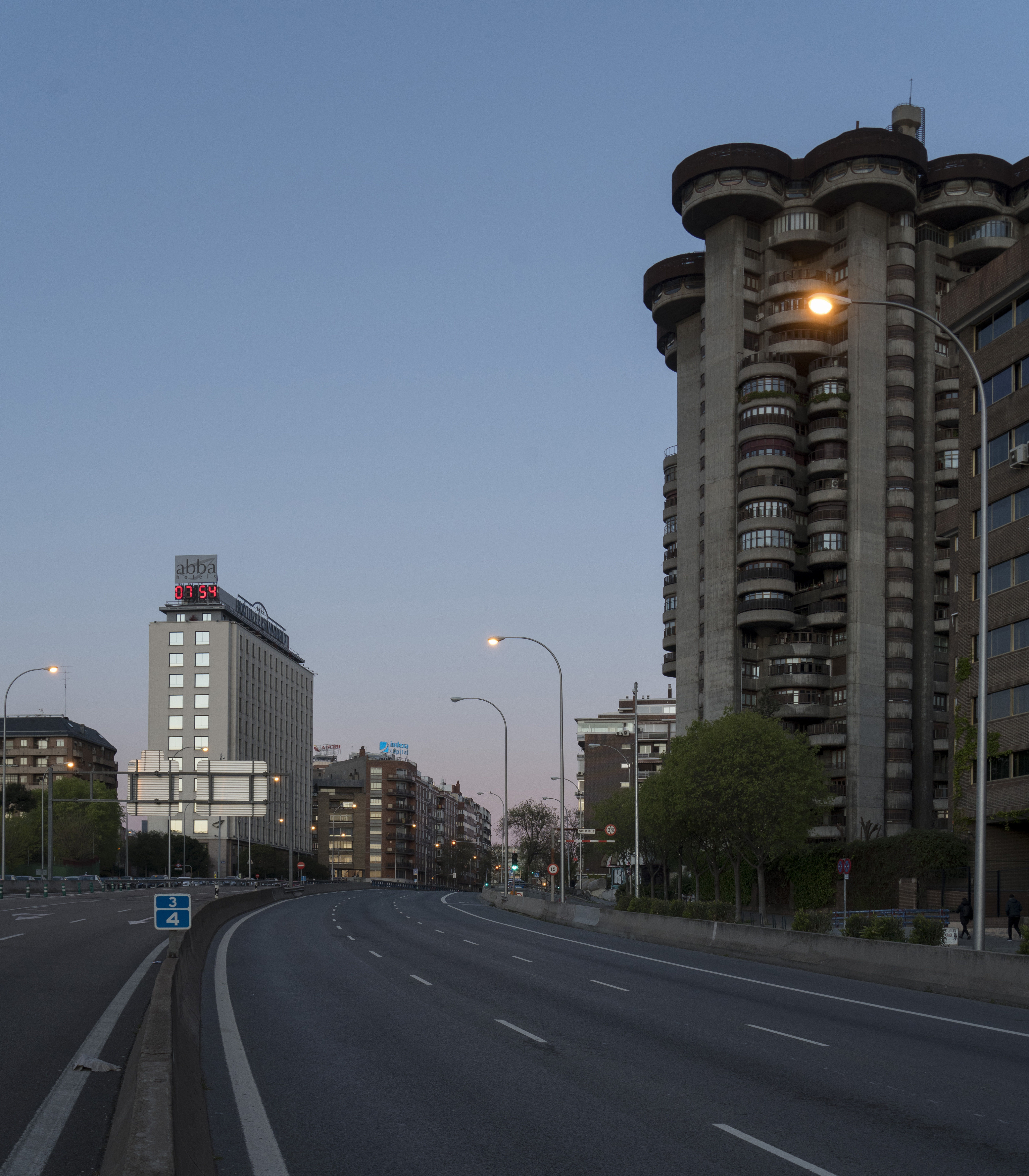
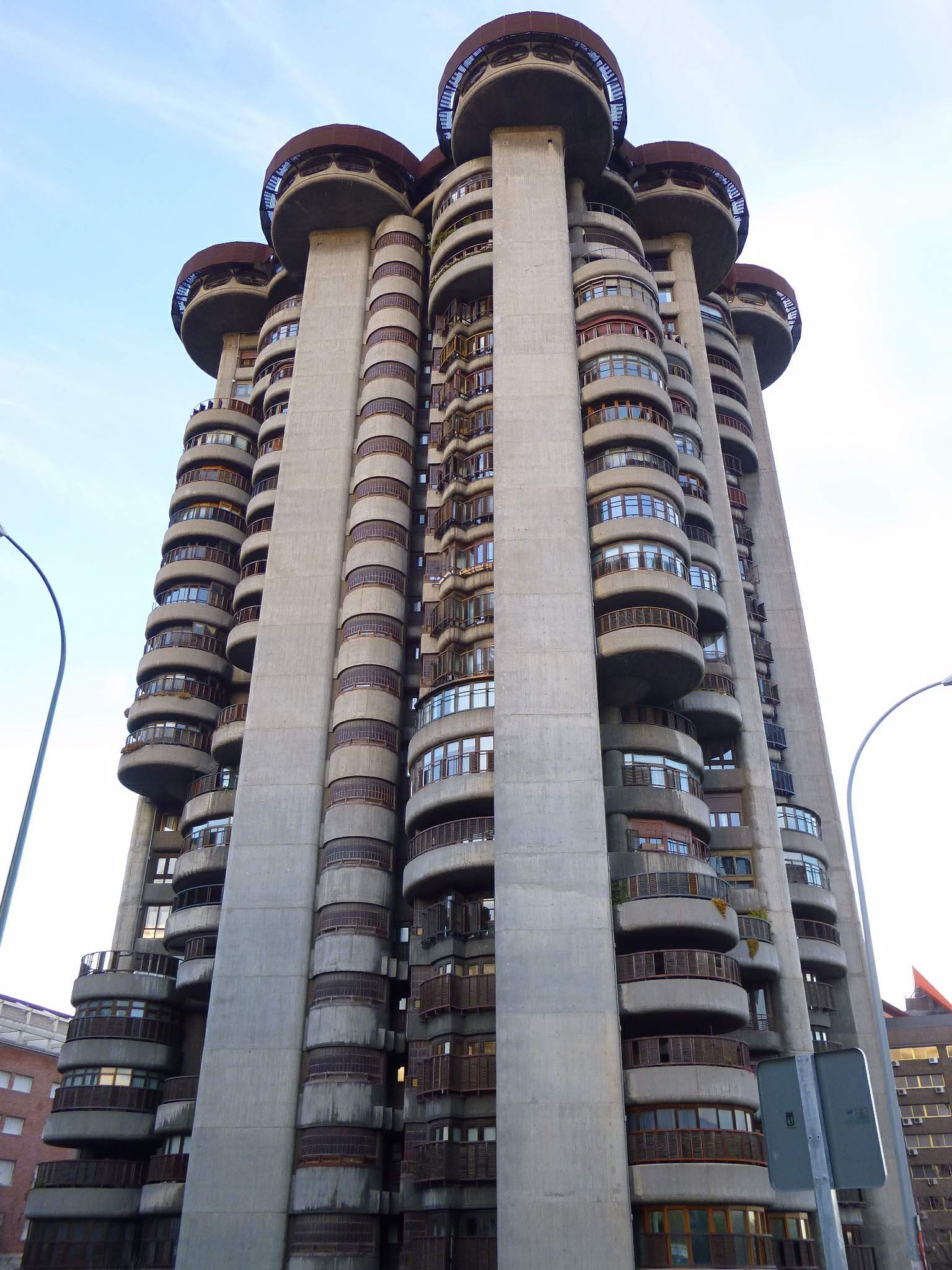
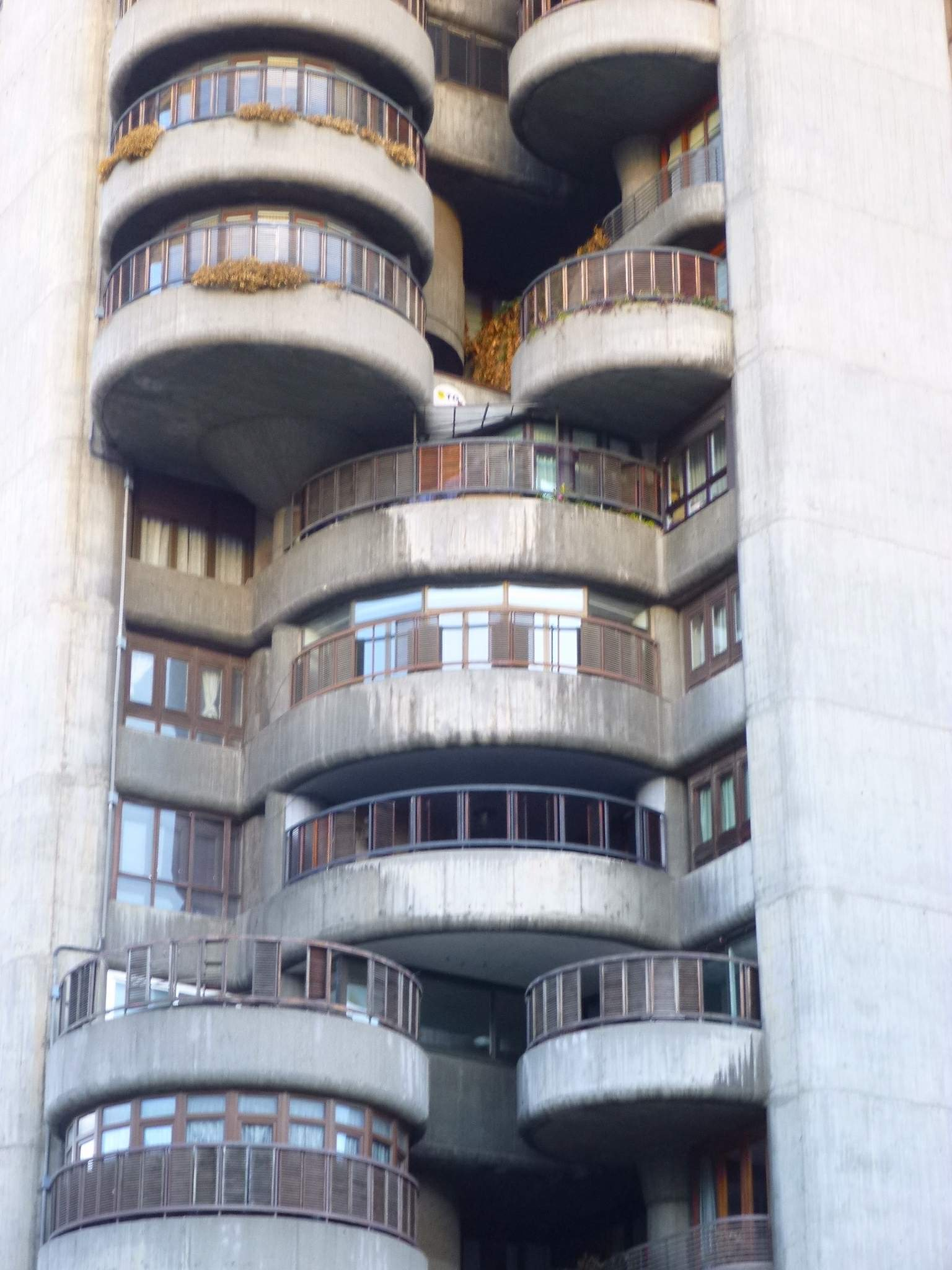
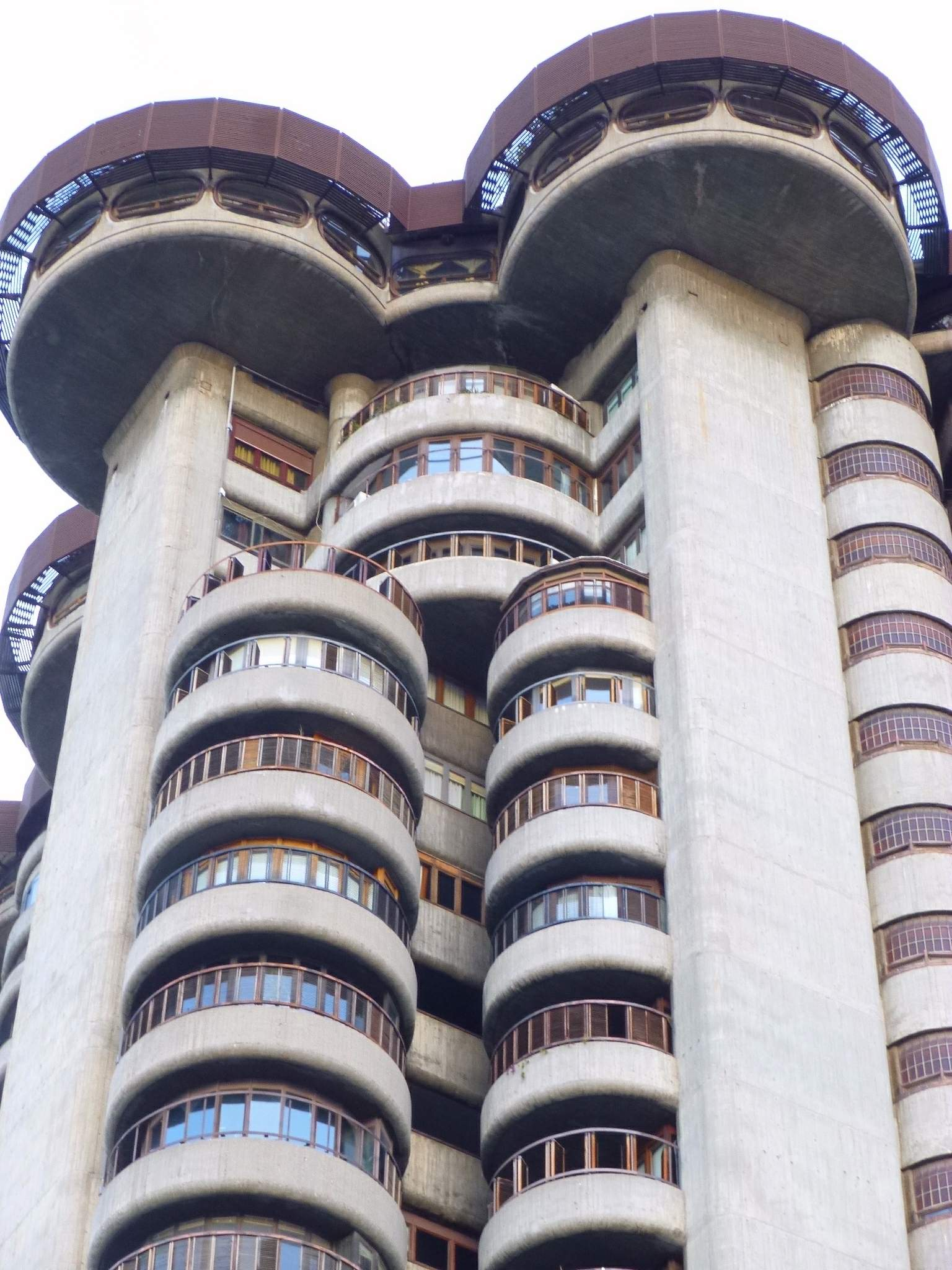
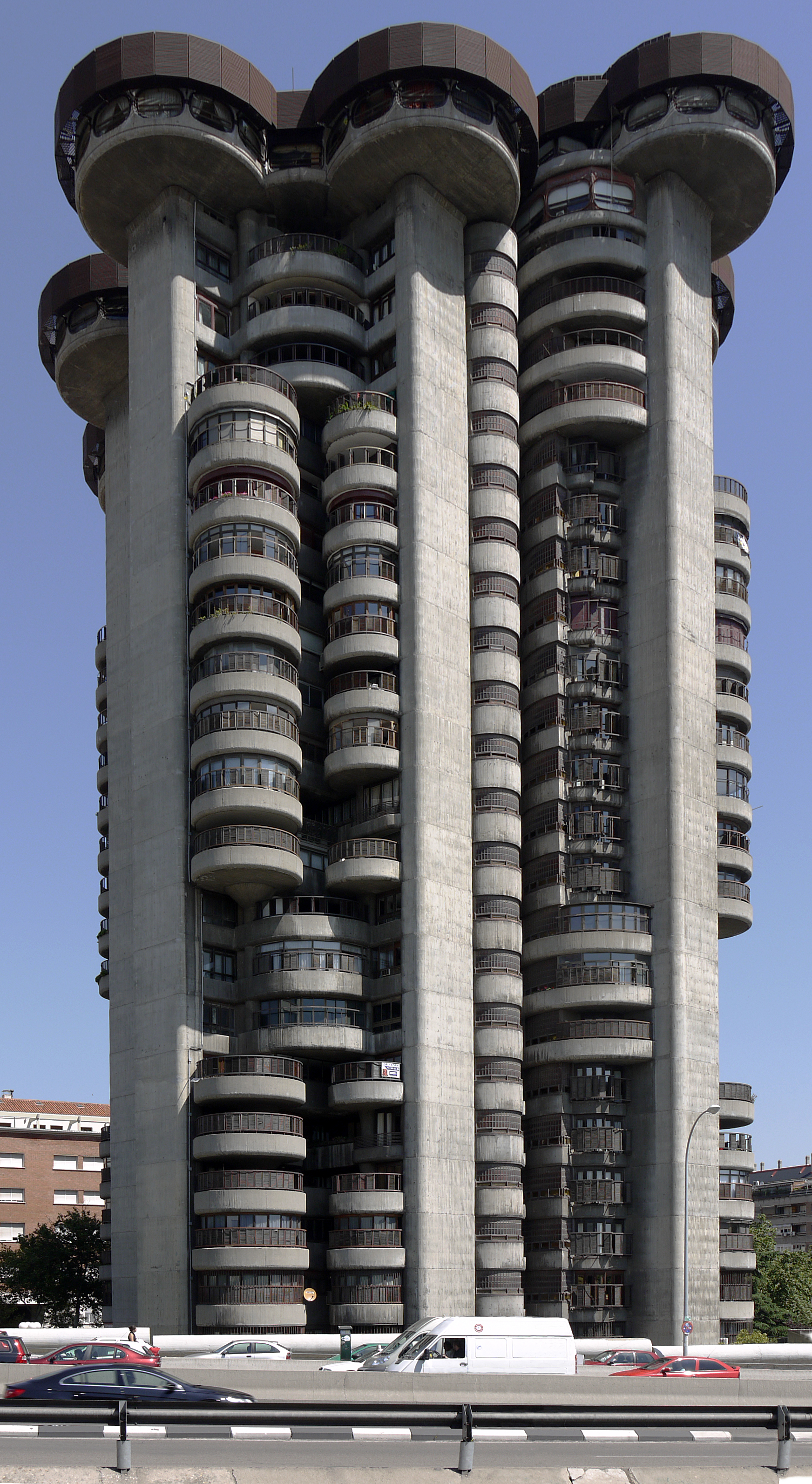
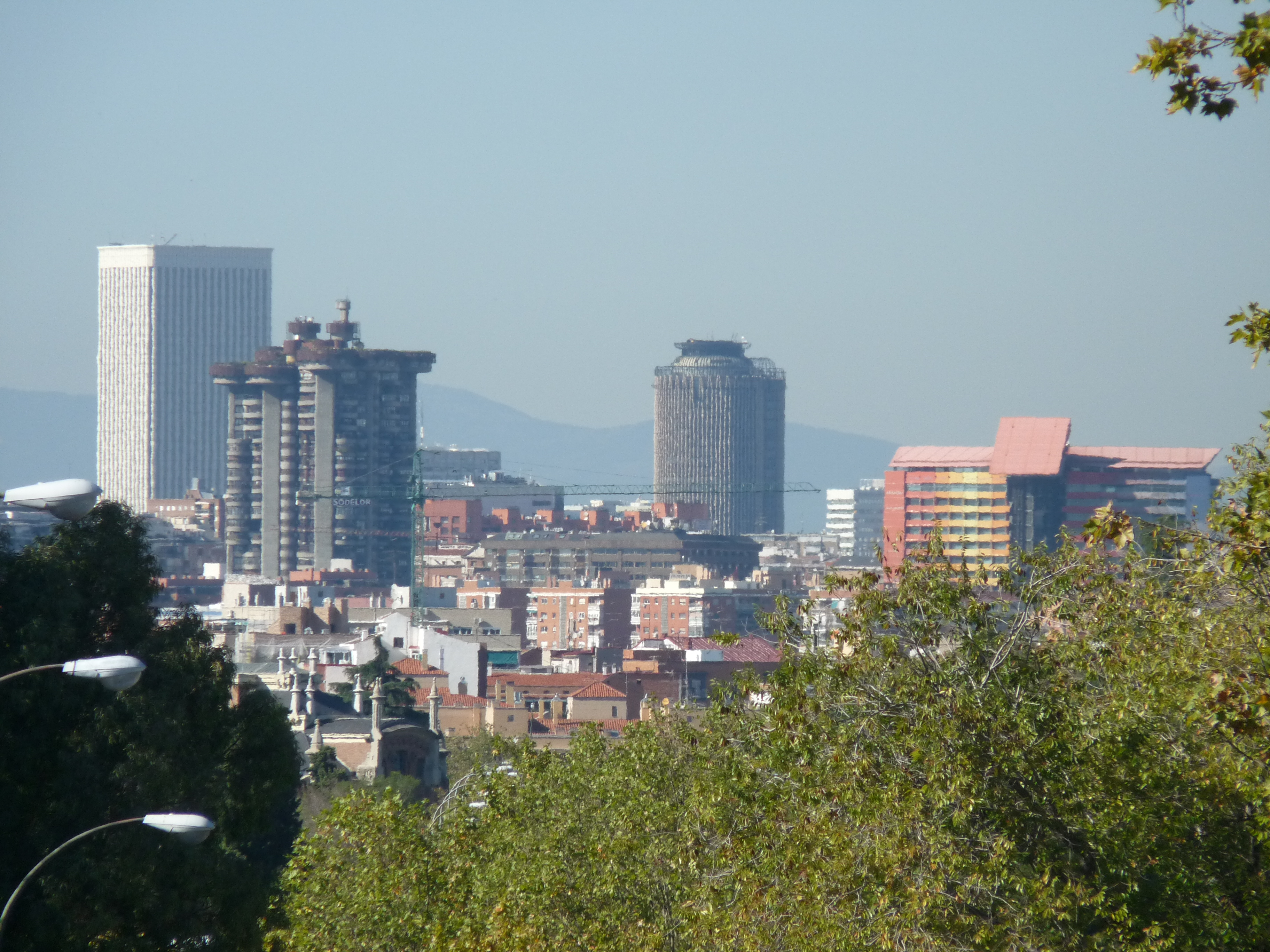
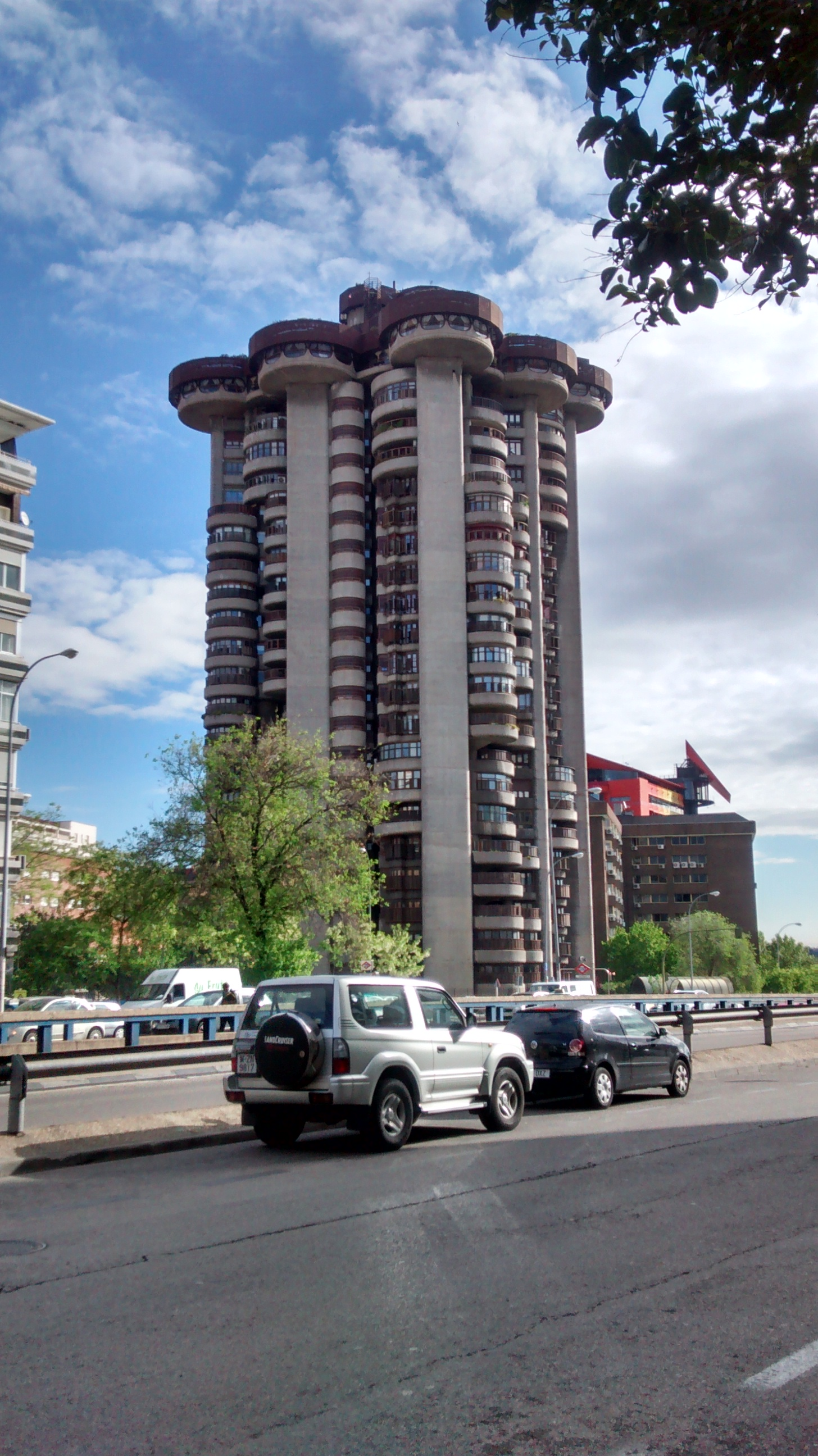
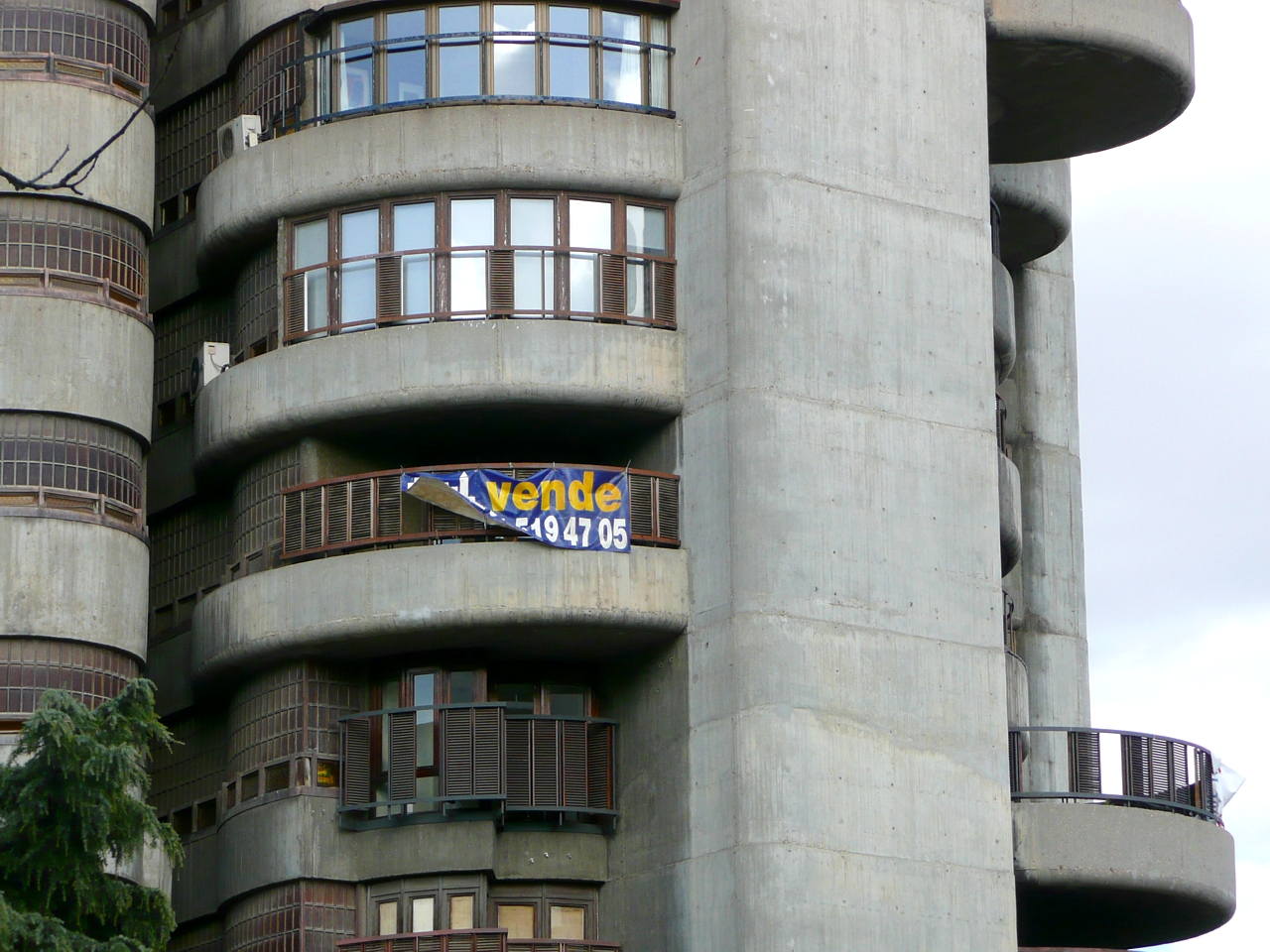
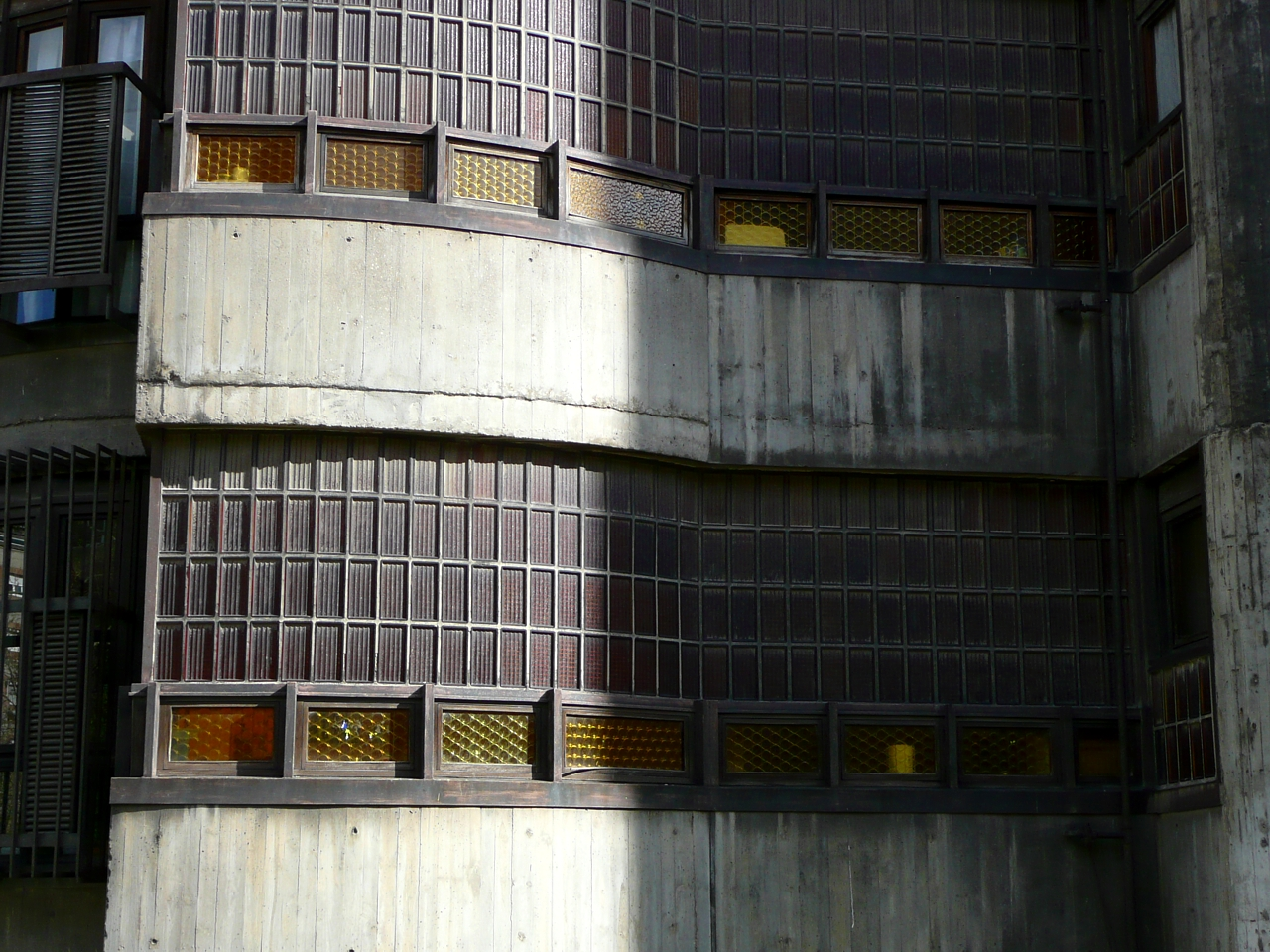
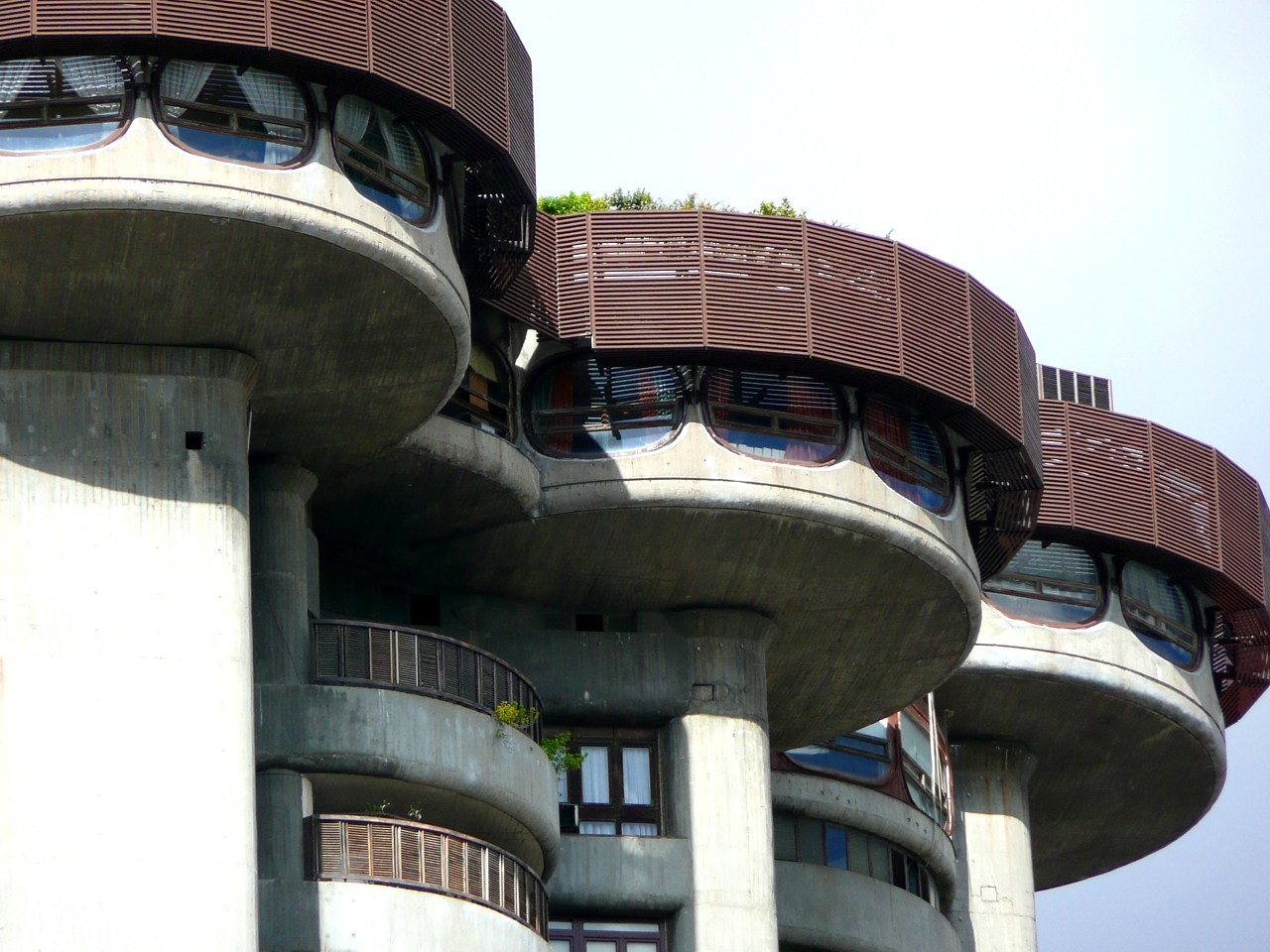